# Женска рукометна репрезентација Албаније
Женска рукометна репрезентација Албаније у организацији Рукометног савеза Албаније представља Албанију у рукомету на свим значајнијим светским и континенталним такмичењима.

## Успеси репрезентације

### Наступи наОлимпијским играма
- До сада нису учествовали ни на једном Олимпијском турниру у рукомету за жене.

### Наступи наСветским првенствима
- До сада нису учествовали ни на једном Светском првенству у рукомету за жене.

### Наступи наЕвропским првенствима
- До сада нису учествовали ни на једном Европском првенству у рукомету за жене.